# Theretra orpheus
Theretra orpheus is een vlinder uit de familie van de pijlstaarten (Sphingidae). Theretra orpheus werd in beschreven door Gottlieb August Wilhelm Herrich-Schäffer.